# Шёц
Шёц (нем. Schötz) — коммуна в Швейцарии, в кантоне Люцерн.
Входит в состав избирательного округа Виллизау (до 2012 года входила в состав управленческого округа Виллизау).
Население на 2008 год составляло 3333 человека. Официальный код — 1143.

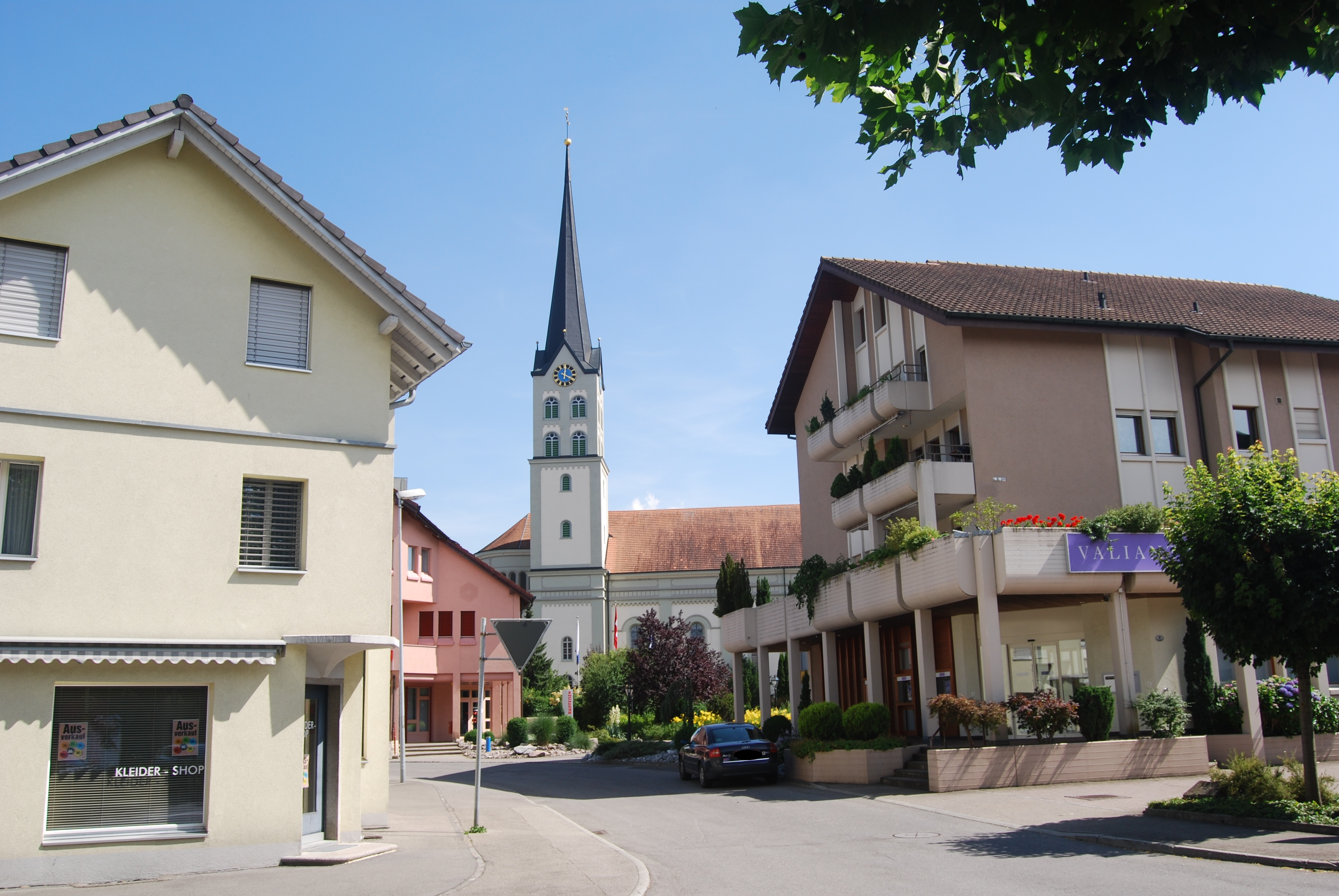
Шёц

1 января 2013 года в состав коммуны Шёц вошла бывшая коммуна Омсталь.